# Gladbacher Roll- und Schlittschuh Club
Der Gladbacher Roll- und Schlittschuh Club e.V. (kurz: GRSC) ist ein Sportverein in Mönchengladbach der 1936 gegründet wurde. Die Vereinsfarben sind Schwarz, Grün, Weiss. Seit Bestehen konzentriert sich der Verein auf den Rollsport, eine Schlittschuh Abteilung gab es nie.

Alle Abteilungen trainieren in der Dünnerfeld Halle in Mönchengladbach-Neuwerk die als Leistungsstützpunkt für Rollhockey ausgezeichnet ist. Zusätzlich wird in den Sommermonaten die Außenbahn an der Neuwerker Mehrzweckhalle genutzt.

## Rollhockey
Die erste Herren-Mannschaft des GRSC spielte bis 2010 in der 2. Rollhockey-Bundesliga Nord-West. In der Best of 1. Bundesliga-Tabelle des Deutschen Rollsport- und Inline-Verband e.V. (DRIV) steht der GRSC auf Rang 7, eine deutsche Meisterschaft konnte der GRSC bisher nicht gewinnen. Die größten Erfolge waren die Pokalsiege 1987 und 1988.

Die Jugendmannschaften konnten in den 70er Jahren insgesamt drei Deutsche Meisterschaften gewinnen (A-Jugend: 1976 / B-Jugend: 1974, 1975). Die "Alte Herren" (über 35 Jahre) konnte 2008 erstmals Deutscher Meister werden.

## Rollkunstlauf
Die Rollkunstlauf Abteilung startet bei Wettbewerben auf NRW-Ebene sowie bei Testlaufen des Landesverbands. Derzeit gibt es Aktive in den Leistungsstufen Minis, Anfänger, Freiläufer, Figurenläufer, Kunstläufer sowie Nachwuchsklasse.  In der Vorweihnachtszeit wird in jedem Jahr eine Schaulaufveranstaltung zur Aufführung gebracht: in den geraden Jahren eine Märchenaufführung, in den ungeraden ein Schaulaufen mit Thema.

## Inline-Hockey
Seit 2006 hat der GRSC eine Inline-Hockey Mannschaft die jedoch nicht im festen Ligabetrieb spielt.

## Freestyle Skating
Seit September 2007 wurde vom 4WheelFreestyle "Freestyle Skating Team" eine eigene Freestyle Skating Abteilung innerhalb des GRSC gebildet. Die Disziplinen dieser Abteilung umfassen unter anderem Freestyle-Slalom, Speed-Slalom, Bladercross, High-Jump & Style-Jump auf Inline-Skates und Rollschuhen.

## Schlittschuh
Bei der Gründung des Vereins wurde von der Stadt Mönchengladbach Unterstützung für den Aufbau einer Schlittschuh Abteilung zugesagt, was vor allem den Bau einer Anlage betraf. In der Satzung steht die Förderung des Schlittschuh-Sports mit dem Vermerk "sobald die Möglichkeit besteht".